# Claustro del Monasterio de Santa María de Ripoll

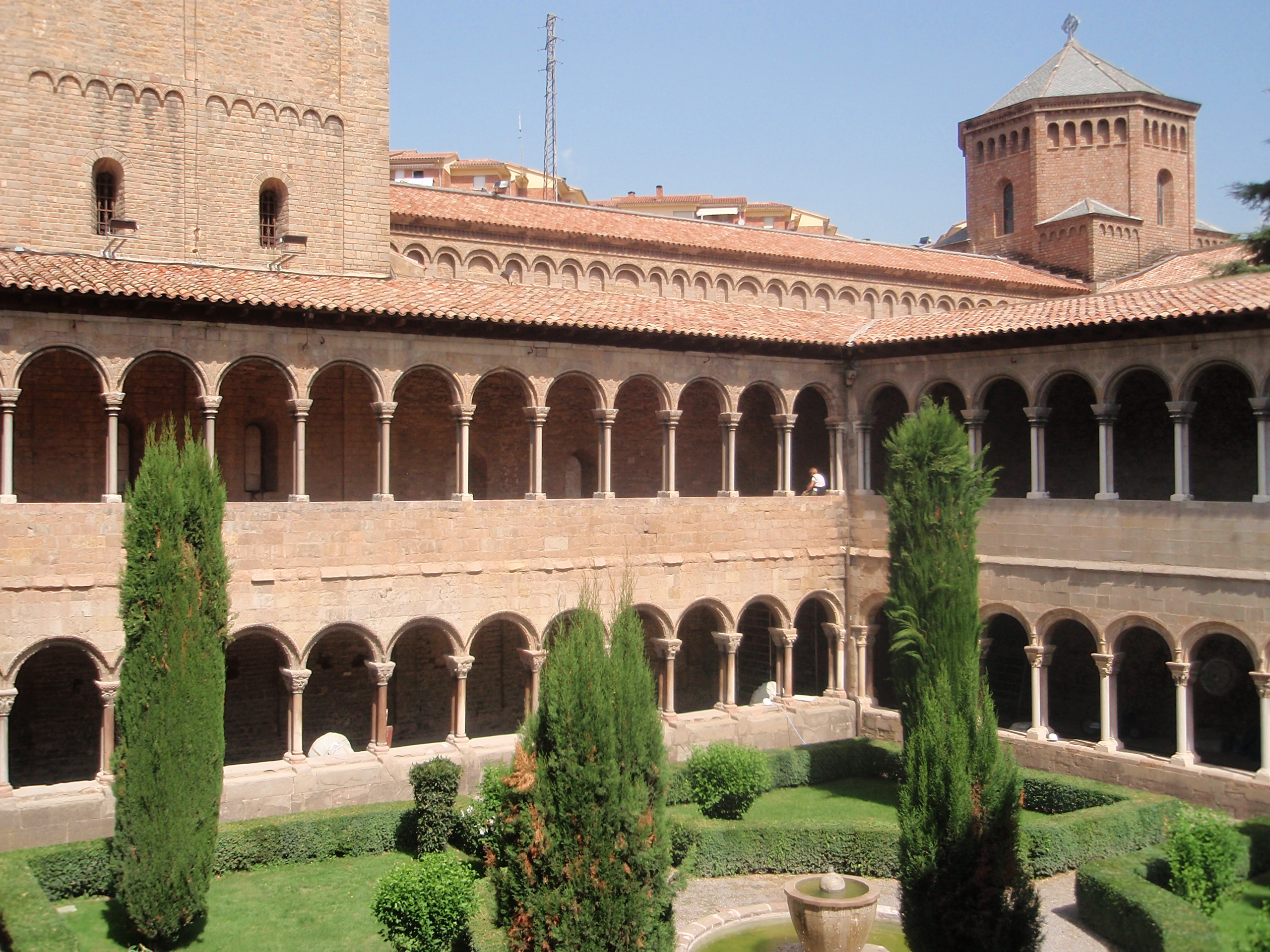
Claustro románico del monasterio de Ripoll

El claustro del monasterio de Santa María de Ripoll se inició en el siglo XII en época románica. El monasterio y sus dependencias está situado en la localidad catalana de Ripoll (España). Fue edificado junto a la nave sur de la iglesia, abarcando un espacio este-oeste poco habitual. Se estudian en él diferentes fases de construcción a través de los siglos; soportó diversos desastres producidos por terremotos, incendios, guerras y abandono hasta su total restauración a finales del siglo XIX. Este claustro había sido panteón de los condes fundadores y su descendencia, pertenecientes a la casa de Cerdaña-Besalú.

## Historia y fases de construcción
La primera referencia que se tiene sobre la fundación del monasterio es de 880 en que se da cuenta de que su promotor fue Wifredo el Velloso junto con su esposa Guinidilda de Ampurias. Wifredo puso al frente de la comunidad y como primer abad al sacerdote Daguí, que había edificado y dotado la iglesia de Sant Andreu de Gréixer  en la comarca de Bergadá al norte de Barcelona. La iglesia del monasterio fue consagrada entonces por este primer abad, en el 888. En 935 hubo una segunda consagración, cuando culminaron las obras. Fue bajo el gobierno de este abad cuando se comenzó a levantar un claustro románico, pegado al muro sur de la iglesia pero no encajado en el ángulo del crucero sino desplazado más hacia el oeste. Se levantó también parte de la galería este con algunas de sus dependencias.
Años más tarde, el abad Arnulfo (o Arnolfo o Arnulf en catalán) —938-970—, hizo nuevas estructuraciones y también ampliaciones en la biblioteca después de lo cual hubo otra consagración. En cuanto al claustro se tiene poca noticia de su construcción anterior al abad Raimundo de Berga —1172-1205— del que se sabe que impulsó el inicio la crujía norte que todavía subsiste.
Así se quedó el claustro con las obras paralizadas durante cerca de dos siglos, hasta que en 1380 el abad Galcerán de Besora mandó continuar la construcción levantando una galería de segundo piso sobre la primitiva ya existente, imitando el estilo románico en una época en que ya se empleaba el gótico, por lo que se considera un románico arcaizante. Le sucedió el abad Ramón Descatllar —1384-1408— que acabó el claustro inferior. Primero se construyó en 1390 la galería sureste, con piedra de Villafranca de Conflent, bajo la dirección del maestro Pere Gregori y la colaboración del escultor Jordi de Déu que hizo 50 capiteles historiados. En 1401 se concluyó el claustro inferior con la galería suroeste bajo la dirección del maestro Pere Mieres. En la segunda década del siglo XVI se terminó todo el segundo piso del claustro.

### Restauración

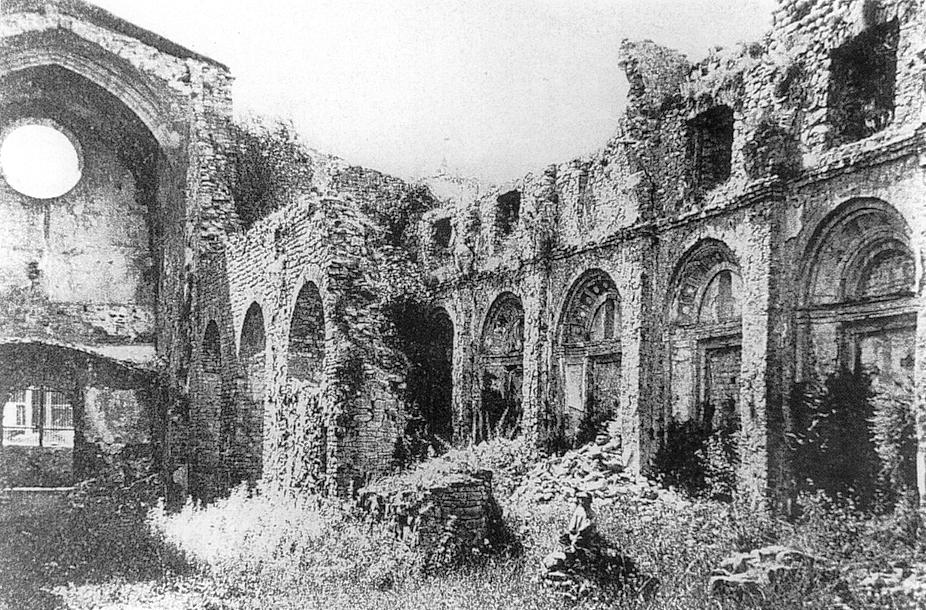
Ruinas de Santa María de Ripoll hacia 1835.

Tras los desastres ocurridos a causa de terremotos, incendios, guerras y abandonos, el monasterio, su iglesia y su claustro llegaron al siglo XIX en una situación de pura ruina. El obispo de Vich, Josep Morgades, obtuvo en 1885 la autorización necesaria para iniciar unas obras que dejarían el conjunto monástico si no con su esplendor original al menos con una reconstrucción digna tras la cual la iglesia pudo ser consagrada nuevamente el 1 de julio de 1893. Se encomendó el trabajo al arquitecto Elías Rogent que hizo el oportuno informe. Los claustros fueron reconstruidos aunque desapareció el panteón de los condes fundadores y su descendencia de la Casa de Cerdaña-Besalú.

## Descripción arquitectónica y escultórica

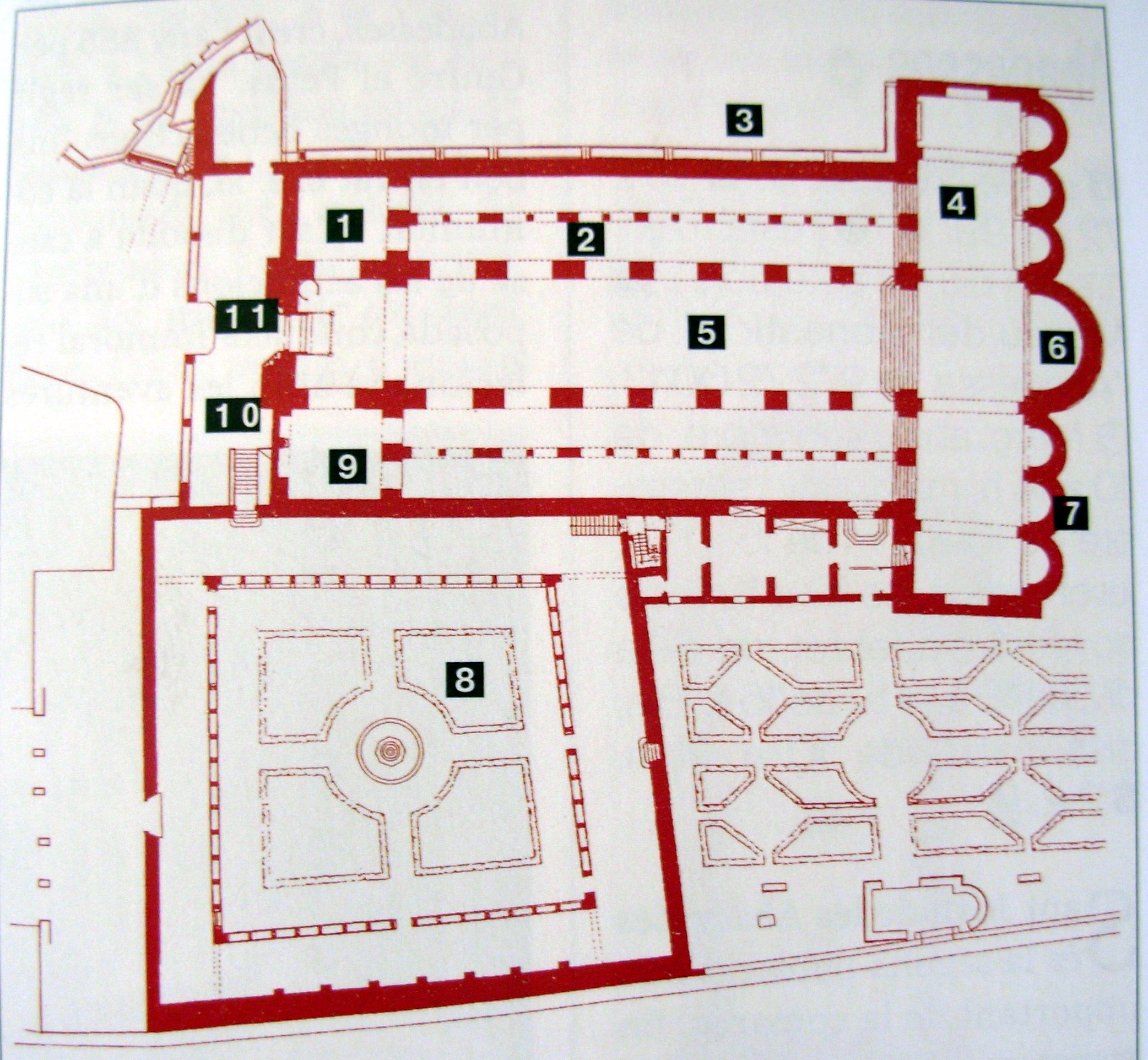
Planta del monasterio de Santa María de Ripoll. En el espacio del claustro puede verse su situación con respecto a la nave de la iglesia; no está encajado en el ángulo del crucero.

El claustro tiene un trazado ligeramente trapezoidal.
La primera galería en edificarse fue la norte, es decir la que está pegada al muro sur de la iglesia. Es románica y consta de trece arcos semicirculares que van adornados en el guardapolvo o extradós con molduras vegetales; en su intersección se fueron colocando unas pequeñas cabezas humanas y de animales de las cuales algunas todavía se conservan in situ. Los arcos se apoyan en ábacos muy labrados que recuerdan el trabajo de los frisos de la portada de la iglesia; son continuos y unen las  dobles columnas que constan de basas áticas y plinto y cuyos capiteles están inspirados en los marfiles conocidos y en los tejidos de la época. Tienen una variada y rica temática: personajes sentados y con cintas entre las piernas, monstruos, monos sobre un dibujo de ondas que representa el agua, otros monos en cuclillas, sirenas de doble cola, leones y otros personajes; están esculpidos con la técnica de bisel y trépano. No hay representación de temas bíblicos. La ejecución de estos capiteles está relacionada con los talleres rosellonenses, con los conjuntos de la catedral de Elna y con las iglesias de Cornellá de Conflent. También tiene una clara relación con  la propia portada de la iglesia de este  monasterio de Ripoll.
Las galerías góticas se construyeron en un estilo románico arcaizante, con arcos de medio punto y columnas pareadas, incluso en el segundo piso.

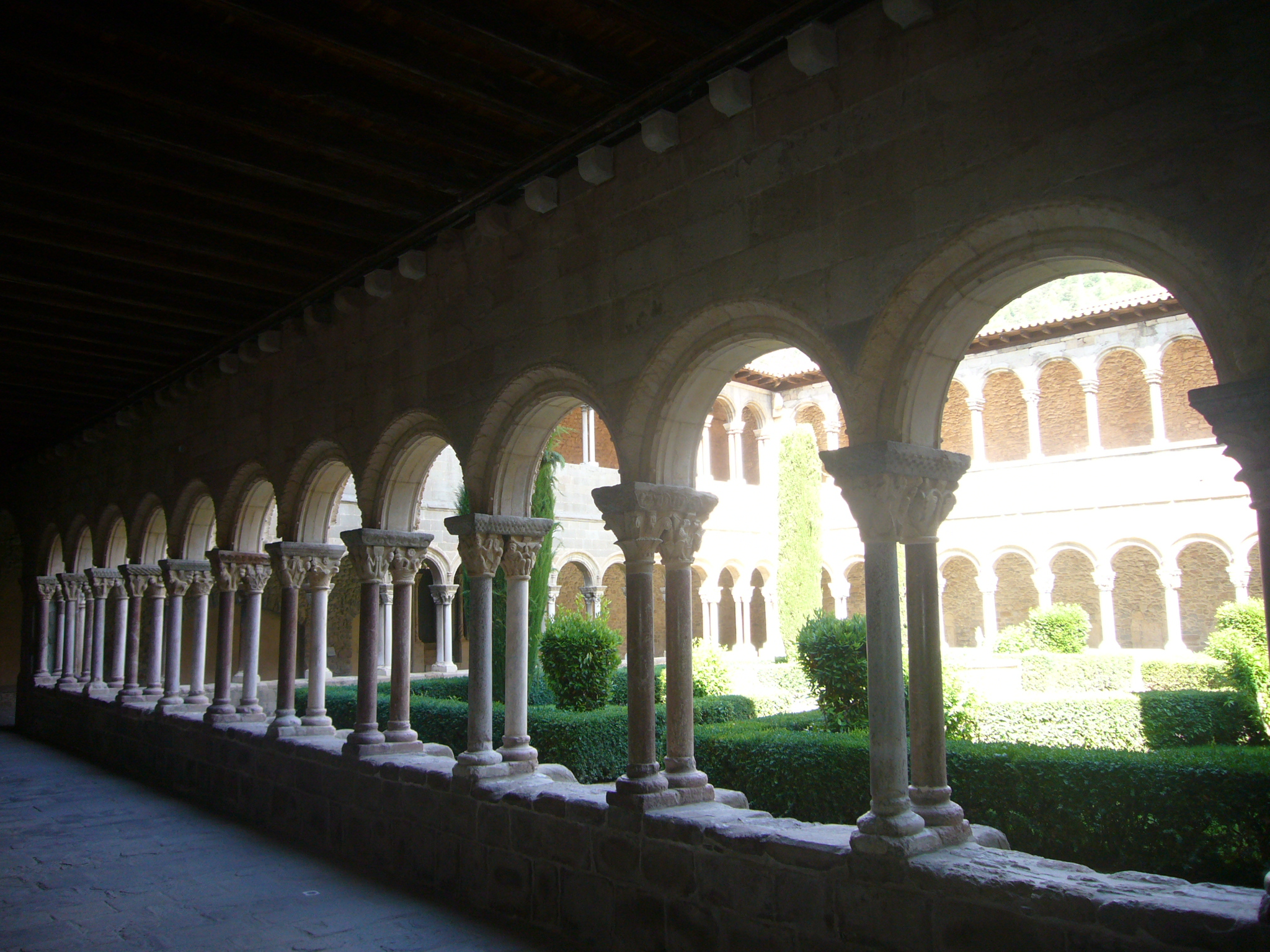
Arcos de medio punto sobre ábacos que unen las dobles columnas; capiteles muy labrados, fustes basas áticas y plinto.
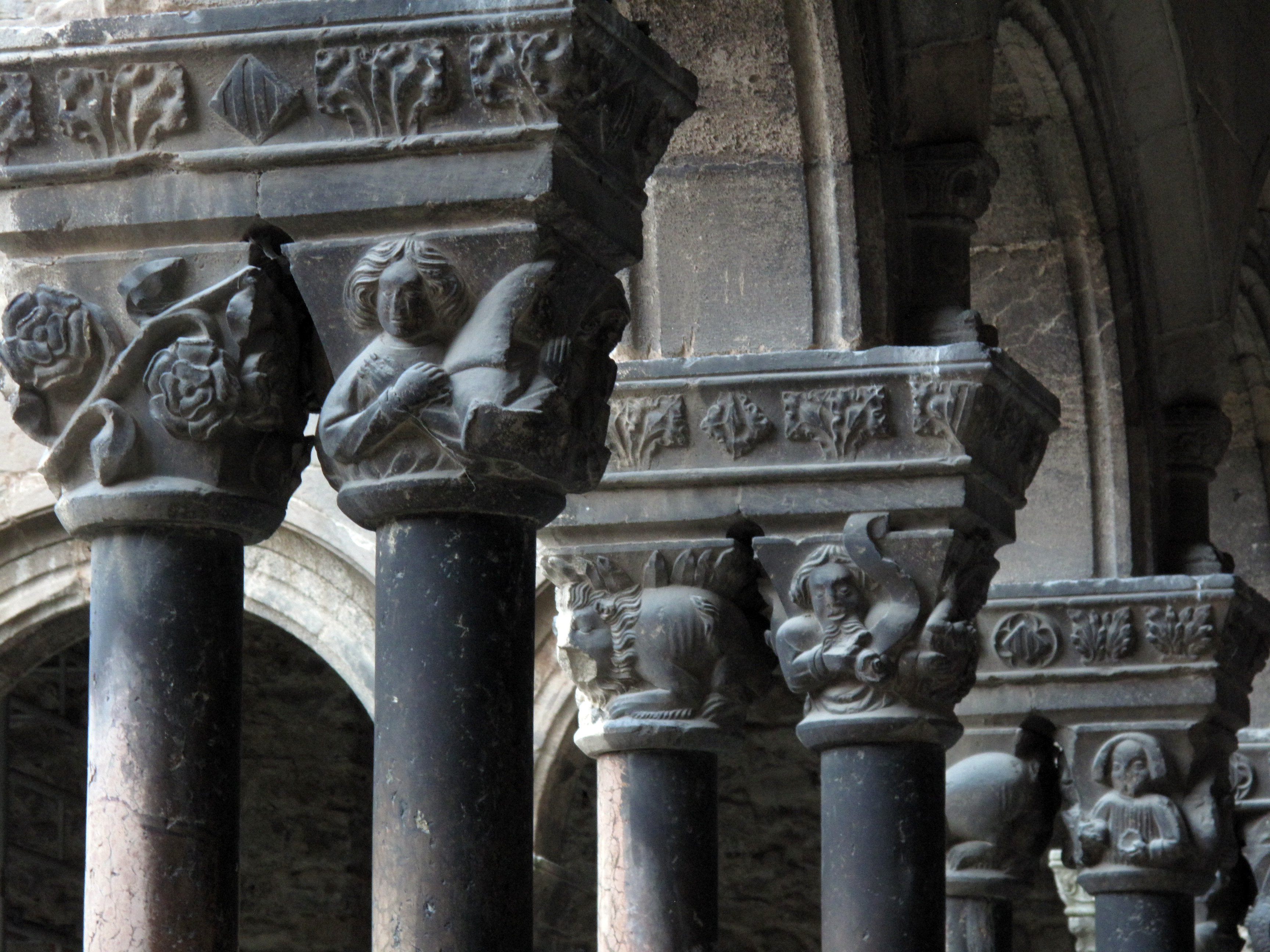
Capiteles con motivos zoomórficos, de figuras y vegetales.
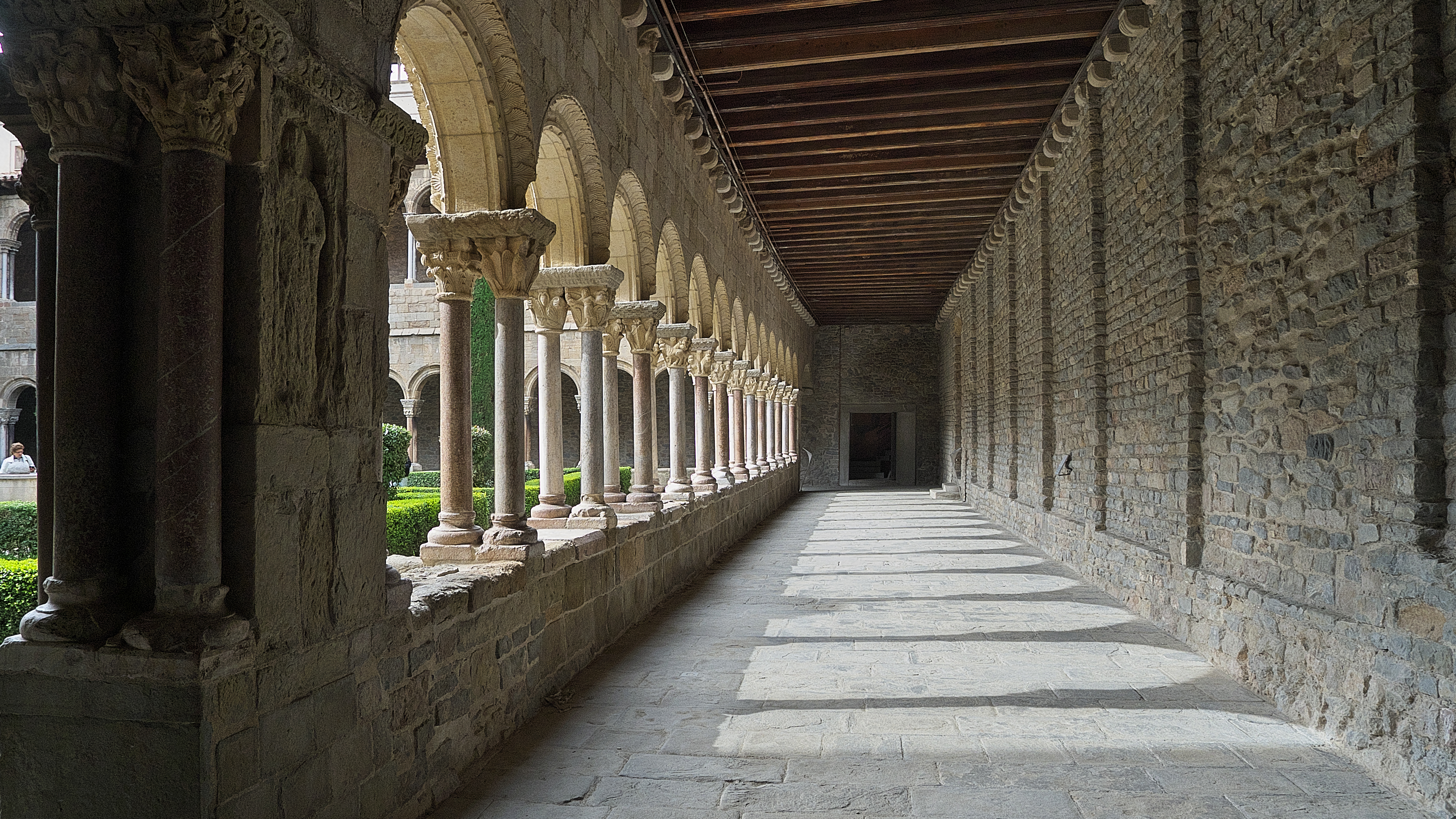
Galería del claustro. Puede verse el guardapolvo o extradós con molduras vegetales.